# Haidi
Haidi ist als Vorname eine Form von Heidi. Er existiert auch als Familienname.

## Namensträger

### Vorname
- Haidi Giuliani (* 1944), italienische Politikerin (PRC)
- Haidi Hautval (1906–1988), französische Psychiaterin
- Haidi Streletz (1931–2010), deutsche Zahnärztin, Malerin und Politikerin (SPD)

### Familienname
- Abdul Hakim Haidi (* 1989), bruneiischer Fußballschiedsrichter
- Siswanto Haidi (* 1972), malaiischer Cricketspieler